# Kisberény, Somogy
Kisberény  este un sat în districtul Fonyód, județul Somogy, Ungaria, având o populație de 173 de locuitori (2011). 

## Demografie
Componența etnică a satului Kisberény
     Maghiari (80,77%)
     Romi (19,23%)
Componența confesională a satului Kisberény
     Romano-catolici (48,55%)
     Fără religie (17,92%)
     Reformați (2,89%)
     Necunoscută (30,64%)
Conform recensământului din 2011, satul Kisberény avea 173 de locuitori. Din punct de vedere etnic, majoritatea locuitorilor (80,77%) erau maghiari, cu o minoritate de romi (19,23%). Nu există o religie majoritară, locuitorii fiind romano-catolici (48,55%), persoane fără religie (17,92%) și reformați (2,89%). Pentru 30,64% din locuitori nu este cunoscută apartenența confesională.